# The Quarterly Journal of Pure and Applied Mathematics
The Quarterly Journal of Pure and Applied Mathematics は、1855年に創刊された数学雑誌。1836年に創刊し、4巻を出版した『The Cambridge Mathematical Journal』と名前を変え9巻を出版した『The Cambridge and Dublin Mathematical Journal』の後継として、出発した。創刊号では1855年4月の序文が掲載され、6, 9, 12, 3月の3か月毎に刊行することを約束した。同号内の論文には、1854年11月まで遡るものもあった。第1巻には1857年1月の序文が付加された。当初から、雑誌の継続と運営は困難であることが判明していた。
同雑誌は新しい名の下で、ジョージ・ストークスとアーサー・ケイリーに支援され、ジェームス・ジョセフ・シルベスターとノーマン・マクラウド・フェラーズに編集された。パリでは、シャルル・エルミートが最初の15巻まで共同編集を務めた。1879年の第16巻から1885年の第20巻までは、フェラーズ、ケイリーとジェームズ・グレイシャー、アンドリュー・フォーサイスによって編集された。しかしその後の10年間で、編集者の離職が相次いだ。フェラーズは1891年の第25巻、ケイリーは1893年の第26巻、フォーサイスは1895年の第27巻の出版の後に辞めた。そのため、1896年の第28巻からはグレイシャーが、1870年3月の創刊時から独力で出版してきた『Messenger of Mathematics』と同様に、雑誌の単独編集者になった。
MessengerとQuarterlyの両雑誌は、グレイシャーに非常に依存していたため、1928年にグレイシャーが没した後の継続は困難となった。この結果、1920年半ばにゴッドフレイ・ハロルド・ハーディが2つの新たな雑誌『Journal of the London Mathematical Society』と『Quarterly Journal of Mathematics（オックスフォード出版局の季刊誌）』を創立することになった。ハーディはこのとき、ロンドン数学会長官と、オックスフォード大学のサヴィル幾何学教授を務めていた。